# Regije Eritreje
Eritreja je od 1996. godine podjeljena na šest regija (zobas). U vrijeme stjecanje neovisnosti 1993. godine Eritreja je bila podjeljena u deset provincija. Te provincije su bile slične provincijama koje su djelovale tijekom kolonijalnog razdoblja. Nove granice iz 1996. godine odgovaraju slivovima rijeka. Kritičari ove podjele tvrde da je Vlada Eritreje obrisala povijesne granice, dok zagovornici vjeruju da ove nove regionalne granice olakšavaju povijesne sporove oko zemljišta i planiranje njegove uporabe.
Svaka regija ima lokalno izabranu regionalnu skupštinu, a lokalnog upravitelja imenuje predsjednik Eritreje. Tijekom sastanaka kabineta predsjednika, on se sastaje s regionalnim vođama koji mu daju izvješća o aktivnostima svojih regija. Lokalni programi uključuju kulturne događaje, izgradnju cesta, promicanje pošumljavanja i druge aktivnosti.
| Regija                                                              | Broj na karti | Stanovništvo | Središte  | Upravitelj             | ISO kod | Bivša provincija                     |
| ------------------------------------------------------------------- | ------------- | ------------ | --------- | ---------------------- | ------- | ------------------------------------ |
| Maekel, Središnja ዞባ ማእከል                                           | 1             | 1.053.254    | Asmara    | Tewelde Kelati         | ER-MA   | Hamasien                             |
| Anseba, Anseba ዞባ ዓንሰባ                                              | 2             | 893.587      | Keren     | Gegrgis Ghirmai        | ER-AN   | Senhit, Hamasien                     |
| Gash-Barka, Gash-Barka ዞባ ጋሽ ባርካ                                    | 3             | 1.103.742    | Barentu   | Kahsai Ghebrehiwot     | ER-GB   | Barka, Gash-Setit, Seraye, Hamasien  |
| Debub, Južna ዞባ ደቡብ                                                 | 4             | 1.476.765    | Mendefera | Mustafa Nurhussein     | ER-DU   | Seraye, Akele Guzay, Hamasien        |
| Sjeverna crvenomorska regija, Semienawi Keyih Bahri ዞባ ሰሜናዊ ቀይሕ ባሕሪ | 5             | 897,454      | Massawa   | Tsigereda Woldegiorgis | ER-SK   | Semhar, Sahel, Akele Guzay, Hamasien |
| Južna crvenomorska regija, Debubawi Keyih Bahri ዞባ ደቡባዊ ቀይሕ ባሕሪ     | 6             | 398.073      | Assab     | Osman Mohammed Omer    | ER-DK   | Denkalia                             |